# ديفيد سنيدون
ديفيد سنيدون (بالإنجليزية: David Sneddon)‏ هو مغني وكاتب أغاني بريطاني، ولد في 15 سبتمبر 1978 في بيزلي في المملكة المتحدة.

## وصلات خارجية
- ديفيد سنيدون على موقع IMDb (الإنجليزية)
- ديفيد سنيدون على موقع ميوزك برينز (الإنجليزية)
- ديفيد سنيدون على موقع ديسكوغز (الإنجليزية)
- ديفيد سنيدون على موقع قاعدة بيانات الفيلم (الإنجليزية)